# Anestezija
Anestezija (od grčkih riječi an estos - figurativno, „bez osjećaja“ ili „izvan osjećaja“) medicinska je metoda anesteziologije koja uz primjenu anestetika i drugih lijekova u organizmu čovjeka dovodi do "isključenja boli" i "lijekovima izazvanog sna", a primjenjuje se tijekom operativnih zahvata i drugih metoda dijagnostike i liječenja vrlo složenih stanja vezanih za pojam "intenzivnog liječenja". Anestetici su razne vrste lijekova u plinovitom, tekućem ili drugom obliku koji kada se unesu u organizama svojim djelovanjem dovode do gubitka osjećaja i svijesti uz minimalno štetno djelovanje i mogućnost vraćanja organizma u normalno stanje, nakon prestanka njihove primjene.

## Povijest
U davna vremena, prva sredstva koja su korištena za anesteziju kod bolesnika s ozljedama bila su marihuana i opijum.
„Prave“ anestezije nije bilo sve do devetnaestog stoljeća, kada su se započela provoditi prva istraživanja u ovom području.  Tijekom 1800. britanski kemičari Humphry Davy i Thomas Beddoes opisuju neka svojstva dušikovog oksida (tzv. "rajskog plina"), ali u tim je danima ovaj plin rabljen samo za zabavu. Za rajski plin koriste se još dva naziva (dušikov suboksid i dušikov oksidul ako je kemijska formula oksida N2O). Prvi ovaj plin koristi za anesteziju američki stomatolog Horacy Bunare, koji 1844. uz uporabu dušikovog oksida obavlja vađenje zuba, ali on ubrzo gubi podršku medicinskih krugova zbog stručne pogreške (pacijent je umro).
Drugi značajan medikament koji se koristio u anesteziji bio je kloroform, otkriven 1831. godine. Njegova je djelotvornost potvrđena 1847. godine.
Anesteziju je osmislio Oliver Wendell Holmes 1846. godine,  a modernu anesteziju Joseph Lister. Joseph Lister osmislio je i karbolnu kiselinu (fenol u tekućem stanju) koja se koristi u sterilizaciji.
U ožujku 1842. u Danielsvilleu, Georgia, Dr. Crawford Long bio je prvi u korištenju anestezije tijekom operacija, dajući je svom prijatelju, koji je također bio školski učitelj (James M. Venable) prije ekscizije jedne ciste iz njegova vrata.
Prvu uspješnu operaciju pod anestezijom na bojišnici 1847. proveo je ruski kirurg, Nikolai Ivanovich Pirogow.
Do 19. stoljeća anestezija nije primjenjivana u medicini, pa su ljudi tijekom operacije osjećali jaku bol, a postojala je osoba zadužena da ih umiri. Osobito je bilo bolno kada su ljude operirali Grci i Rimljani, iako su Grci samo ponekad operirali ljude, kada je to bilo potrebno, tako da su najčešće pri porođaju umirale nekadašnje trudnice i ljudi koji su bili teže bolesni, a umirali su zbog toga što se tada nije znalo za viruse i bakterije te ostale mikroorganizme.

## Vrste anestezija
1. Opća anestezija
- 1.1. Inhalacijska,
- 1.2. Intravenska,
- 1.3. Rektalna

2. Lokalna anestezija
- 2.1. Površinska
- 2.2. Inflitracijska,
- 2.3. Regionalna
  - 2.3.1. centralni blok
  - 2.3.2. periferni blok

## 1. Opća anestezija
Opća anestezija podrazumijeva primjenu posebne skupine lijekova koji organizmu osiguravaju potpuno odsustvo svijesti (amnezija) i bola (analgezija) uz mišićnu relaksaciju tijekom operacije. Za vrijeme ove vrste anestezije u nazočnosti anesteziologa pacijentu se kontroliraju sve vitalne funkcije kako bi se primjenom lijekova i drugih metoda organizam bolesnika tijekom operacije održavao u optimalnom stanju. I pored primjene najsuvremenijih lijekova i suvremenih metoda ponekad nije moguće eliminirati neke neželjene efekte poslijeoperativne boli, mučninu, povraćanje itd.). Umjerena doza straha od gubitka svijesti tijekom anestezije je normalna pojava kod većine bolesnika što zahtijeva dobru premedikaciju i psihološku pripremu bolesnika od strane liječnika.
Prema načinu unosa anestetika opća anestezija se dijeli na:
1.1. Inhalacijsku anesteziju: Koja se postiže i održava anesteticima u plinovitom obliku, koji u organizam dospijevaju s udahnutim zrakom u plućima. Za ovu vrstu anestezije koristi se smjesa plinova (kisik dušikov oksid, izofluran itd.), čija se smjesa priprema u posebnim aparatima i sustavom plastičnih cijevi (endotrahealni tubus) ili putem maske za lice, u strogo kontroliranim uvjetima unosi u disajni sustav bolesnika. Uz plinove za anesteziju dodaju se i lijekovi koji osiguravaju relaksaciju mišića i neosetljivost na bol.
Ova je vrsta anestezije najčešće primjenjivani oblik anestezije zbog sljedećih dobrih osobina;
- brzog učinka,
- dozirane dubine anestezije,
- lakog održavanja i kontrole i
- brzog buđenja bolesnika iz anestezije.

Nedostatci ove vrste anestezije su;
- nadražaj dišnih puteva uz nagon na kašalj,
- prolazna bol u grlu,
- ozljede u usnoj šupljini,
- povraćanje i udisanje želučanog sadržaja uz moguću upalu pluća.

1 .2. Intravensku anesteziju: Koja se se postiže i održava injektiranjem anestetika u venu. Prednost ove anestezije jednostavan je i lak način primjene i brzo uspavljivanje bolesnika. Uglavnom se koristi kao uvod u inhalacijsku anesteziju kako bi se izbjegli negativni učinci udisanje plinovitih anestetika. Kao samostalna anestezija koristi se kod kratkotrajnih operativnih zahvata (manje operacije, invazivna dijagnostika, namještanje kostiju i zglobova itd.)
Glavni nedostatak ove metode slaba je kontrola anestetika čija sudbina ovisi od individualne sposobnosti organizma za njegovu razgradnju i eliminaciju iz organizma.
Moguće komplikacije: prolazno peckanje i bol duž vene u koju je injektiran anestetik, alergijske reakcije na anestetik, zbunjenost, pospanost, mučnina.
1.3. Rektalnu anesteziju: Koja se postiže uvođenjem anestetika u debelo crijevo. Ona se najrjeđe primjenjuje i to uglavnom kod male djece.

## 2. Lokalna anestezija
Lokalna je anestezija postupak koji izaziva neosetljivost na bol određenog dijela tijela primjenom lijekova koji prekidaju provođenje impulsa kroz živce u toj regiji.
Prema načinu primjene anestetika dijeli se na:
2. 1. Površinsku:postiže se primjenom anestetika u obliku kapi, spreja ili masti na površinu tijela (oči, sluznica usne šupljine, dišnih putova, mokraćnog mjehura u cilju dijagnostike ili manjih operativnih zahvata. Ovu vrstu anestezije obično primjenjuju sami kirurzi ili liječnici dijagnostičari.
2. 2. Inflitracijsku: kod ove vrste anestezije, anestetik se aplicira na mjestu i oko mjesta operacijskog polja, s ciljem da se to područje obezboli. Anestetik se primjenjuje injektiranjem oko operacijskog polja na potrebnu dubinu ovisno o operativnoj tehnici. Ova se vrsta anestezije primjenjuje kod manjih operativnih zahvata (ušivanje rana, odstranjivanje kožnih i potkožnih promjena, ingvinalnih hernija kod kojih je kontraindicirana druga vrsta anestezije i sl.) Ovu vrstu anestezije provodi kirurg. Radi potenciranja ove anestezije, (smirivanje pa i uspavljivanje bolesnika tijekom operativnog zahvata) u ovu vrstu anestezije može se uključiti i anesteziolog koji će primijeniti i druge medikamente pored lokalnog anestetika.
2. 3. Regionalnu: kod ove vrste anestezije anestetik se injektira u blizinu živca ili kralježnične moždine, pri čemu se postiže neosetljivost na bol (blokada) jedne veće regije na tijelu. Zavisno od lokacije primjene anestetika dijeli se na: centralnu perifernu i regionalnu anesteziju.
2.3.1.Centralni blok: kod ove vrste anestezije djelovanje anestetika traje 2 – 4 sata, a anestetik se uštrcava oko leđne moždine, te tako blokira prijenos bolnih podražaja do mozga. Ako se slučajno dogodi da izvođenje ove vrste anestezije ne uspije, prelazi se na opću anesteziju. Ovisno o mjestu uštrcavanja centralni blok dijelimo na spinalni i epiduralni.
- 2.3.1.1.Spinalna anestezija: tehnika je u kojoj se anestetik daje u tekućinu koja okružuje kralježničnu (spinalnu) moždinu. Spinalna anestezija može se primijeniti na gotovo sve zahvate na nogama, kukovima, zdjelici, donjem dijelu trbuha (uključujući i carski rez). Komplikacije ove vrste anestezije su veoma rijetke i prolazne, a da bi se one ublažile, nakon spinalne anestezije, bolesnik 24 sata mora ležati na ravnom i piti puno tekućine.
- 2.3.1.2.Epiduralna anestezija: tehnika je u kojoj anestetik dajemo u prostor između kralješka i ovojnice leđne moždine (epiduralni prostor). Ovom vrstom anestezije možemo anestezirati određenu regiju na trupu i tako je učiniti neosjetljivu na bol, dok je u ostataku trupa osjet očuvan. Također primjenom nižih koncentracija anestetika možemo blokirati samo osjet boli dok je mišićna snaga očuvana (što je iskorišteno kod bezbolnog porođaja). Ako se u epiduralni prostor postavi tanka plastična cjevčica (epiduralni kateter) postoji mogućnost trajnog davanja anestetika te na taj način osiguravanje dugotrajne anestezije. Epiduralna anestezija primjenjuje se za zahvate na nogama, zdjelici, donjem dijelu trbuha, prsnom košu i plućima. Također se primjenjuje kao metoda trajnog uklanjanja boli kod pacijenata s malignom bolesti.

2.3.2.Periferni blok:  tehnika je kod koje se anestetik uštrcava u blizinu živca ili živčanog snopa koji inervira određeni dio tijela. Ovom se tehnikom može anestezirati puno manje tjelesne regije, npr. anestezija šake, ruke, ramena, stopala, noge.
Regionalna intravenska anestezija: (RIVA),  tehnika je koja se koristi za anesteziju ekstremiteta (ruku ili nogu). RIVA se izvodi tako da se prvo zaustavi cirkulacija krvi u željenom ekstremitetu, zatim se u venu tog ekstremiteta injicira anestetik koji izlazi u tkivo i dolazi do živaca.

## 3. Nefarmakološka anestezija
Hipnoza ima dugu povijest uporabe kao anesteziološka tehnika. Rashlađivanje tkiva (npr. led) može izazvati privremeni prekid provođenja kroz živčana vlakna (aksone) i gubitak osjećaja, a izazivanjem kratke hiperventilacije,  produbljenim i ubrzanim disanjem, može se privremeno suzbiti osjećaj boli. Suvremena anesteziološka praksa rijetko koristi ove metode.

## Komplikacije za vrijeme anestezije
Učestalost komplikacija u anesteziji u odnosu na broj izvršenih anestezija je oko 9%.

#### Najučestalije komplikacije
- nedostatna ventilacija pluća,
- hipotenzija,
- aritmije,
- ozljede živaca
- nuspojave anestetika i drugih lijekova

#### Najčešće komplikacije nastaju kod
- dugotrajnih zahvata,
- kod pretilih bolesnika,
- bolesnika u poodmakloj dobi,
- hitnih zahvata
- u porodiljnoj anesteziji

#### Uzroci komplikacija
- ljudska pogreška (nesavjestan rad ili loša obučenost)
- loš monitoring vitalnih parametara,
- neispravna oprema
- loša organizacija rada

## Izbor anestezije
Nakon što kirurg ili drugi liječnik postavi indikaciju za operativni ili neki drugi zahvat, obavljaju se prijeanesteziološke pretrage i donosi konačna odluka o izboru anestezije. Ako postoji mogućnost primjene više vrsta anestezije, bolesniku se daje mogućnost da sudjeluje u njenom izboru.
Glavne smjernice kojima se anesteziolog rukovodi pri odlučivanju o vrsti anestezije su:
- vrsta bolesti
- lokalizacija promjena (bolesti)
- vrsta operacijskog zahvata
- trajanje operacijskog zahvata
- zdravstveno stanje i prethodne bolesti bolesnika
- lijekovi koje bolesnik troši
- odluka bolesnika o izboru anestezije

## Vanjske poveznice
|  | Zajednički poslužitelj ima još gradiva o temi Anestezija |

- www.anestezija.org  Arhivirana inačica izvorne stranice od 30. studenoga 2012. (Wayback Machine)